# Bergdravik
Bergdravik (Bromopsis erecta syn. Bromus erectus; Zerna erecta) is een gras uit het geslacht Vaste dravik. Nederland ligt aan de noordelijke grens van het verspreidingsgebied en de soort is hier zeldzaam. In België komt de soort vooral voor in Wallonië: In het Maasdistrict en het Lotharings district wordt ze opgegeven als vrij algemeen tot zelfs algemeen.

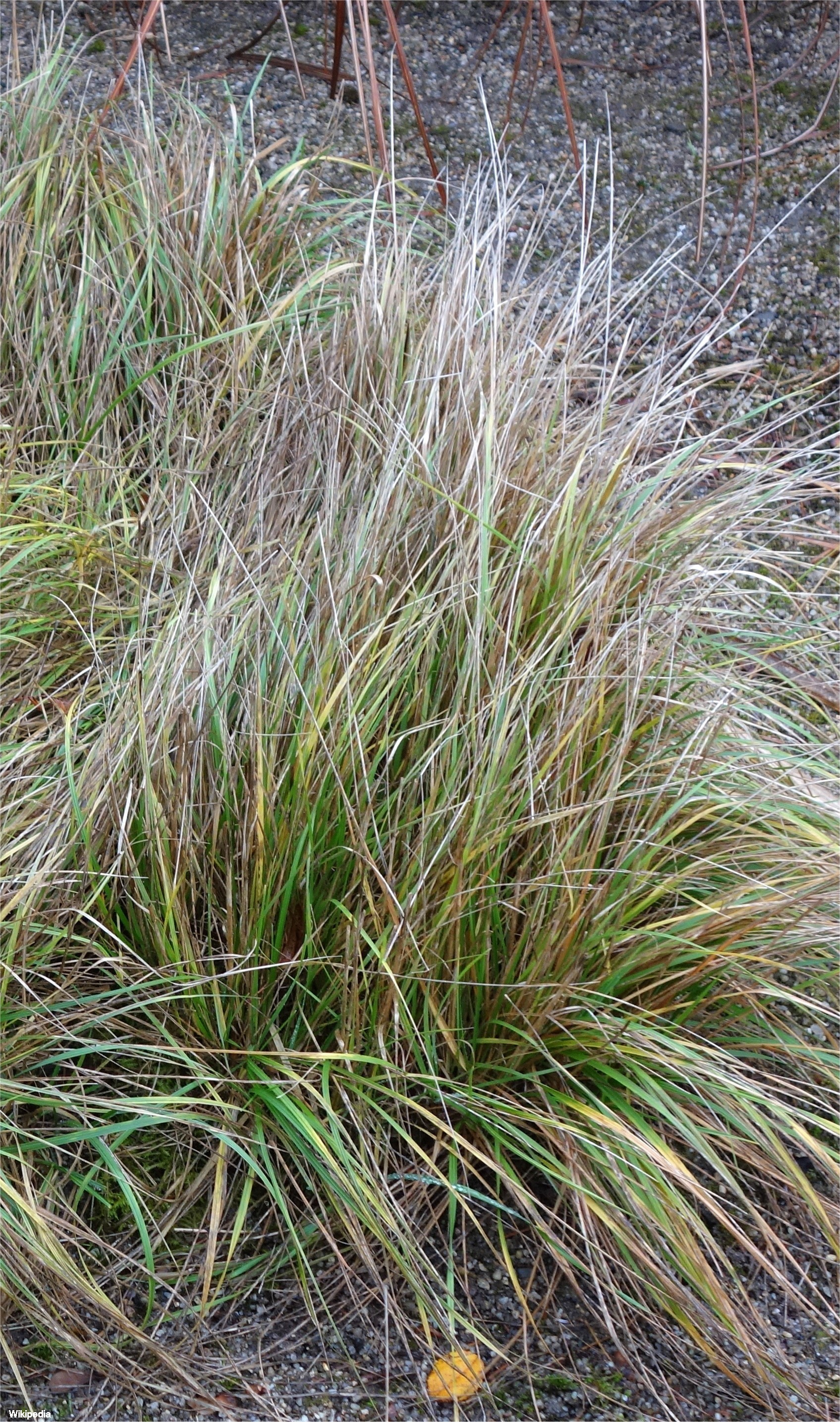
Plant
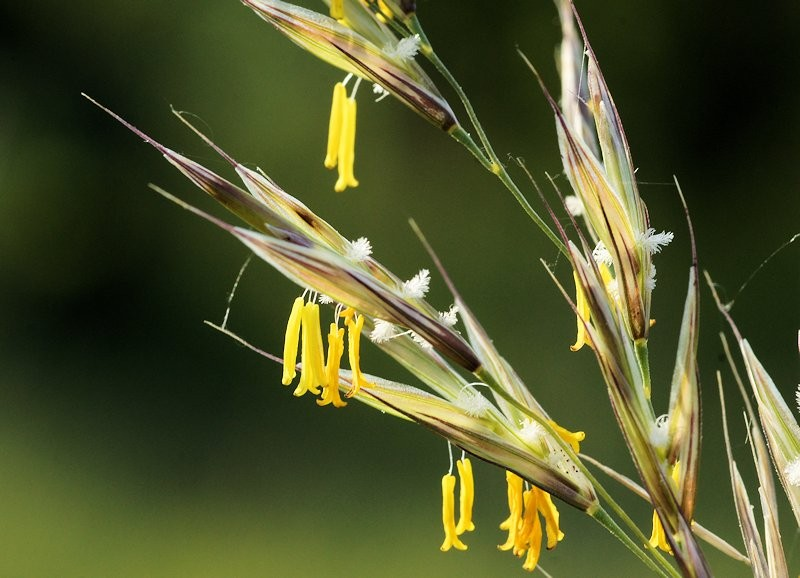
Bloemen
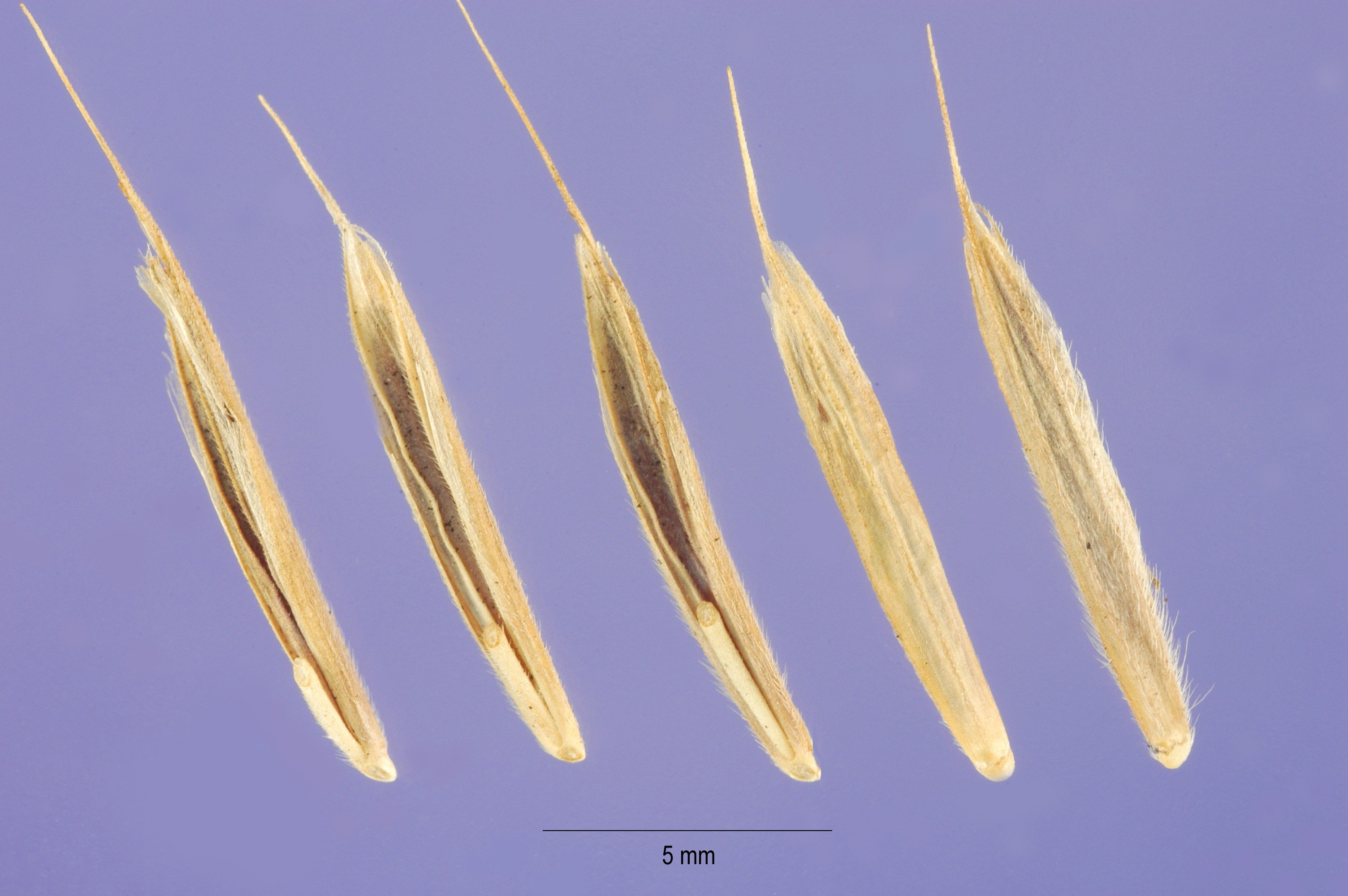
Vruchten

## Ecologie
Bergdravik staat op zonnige, iets open plekken, op droge tot matig vochtige, stikstofarme, voedselarme tot matig voedselrijke, al of niet kalkhoudende grond (zavel, mergel en zand). Ze groeit in bermen, in allerlei graslanden (kalkgraslanden, hellinggraslanden en duingraslanden), langs struwelen en bossen en op enigszins ruderale plaatsen.

## Verspreiding
Het Europese areaal omvat West-, Midden- en Zuidoost-Europa en reikt noordelijk tot in Ierland, Noord-Engeland, Midden-Duitsland en juist tot aan de Nederlandse zuidgrens. Noordwaarts hiervan is de plant als een neofiet te beschouwen, vaak op ietwat ruderale plekken en is ze ook is hier en daar terecht gekomen met graszaad. Op sommige plaatsen is ze al heel lang bestendig. De oudste vondsten dateren al uit de 18e eeuw zoals op de Reitdiepdijk bij Groningen, op de Sint Pietersberg bij Maastricht en bij Zutphen. De soort is zeldzaam in Zuid-Limburg, zeer zeldzaam in het rivierengebied, in Noord-Brabant en Zeeland en in het oosten van het land.